# 柴淶
柴淶（1531年—？），字季東，號定宇、思斋，浙江寧波府鄞縣人，光祿寺廚籍，明朝政治人物。

## 生平
嘉靖三十四年（1555年）乙卯科順天府鄉試第三名舉人。嘉靖三十五年（1556年）聯捷丙辰科二甲第五十八名進士。刑部观政，授刑部主事，四十年调礼部，四十一年升员外，四十二年升精膳司郎中，嘉靖四十四年升山东副使，管理曹濮，隆慶元年改补福建，分巡福宁道，三年八月以平闽广巨寇曾一本功，升一级，四年三月升广西右参政，五年九月升江西按察使，萬曆元年（1573年）九月升任江西右布政使，四年二月升左布政。五年三月降调山西左参政，六年八月升陕西按察使。

## 家族
曾祖柴祚，教諭；祖父柴文達；父柴金，贈礼部员外郎；母王氏，封太安人。兄柴源。